# Liberty Lake
Liberty Lake az Amerikai Egyesült Államok északnyugati részén, Washington állam Spokane megyéjében elhelyezkedő város. A 2010. évi népszámlálási adatok alapján 7591 lakosa van.
A település névadója Etienne Edward Laliberte telepesről kapta, aki nevét később Steve Libertyre változtatta. Liberty Lake 2001. augusztus 31-én kapott városi rangot; a lakott területeknek csak egy része található a városhatáron belül.

## Éghajlat
| Hónap                         | Jan.  | Feb.  | Már.  | Ápr.  | Máj. | Jún. | Júl. | Aug. | Szep. | Okt.  | Nov.  | Dec.  | Év    |
| ----------------------------- | ----- | ----- | ----- | ----- | ---- | ---- | ---- | ---- | ----- | ----- | ----- | ----- | ----- |
| Rekord max. hőmérséklet (°C)  | 15,6  | 16,7  | 22,8  | 34,4  | 36,7 | 38,9 | 42,2 | 42,8 | 38,9  | 30,6  | 21,7  | 15,6  | 42,8  |
| Átlagos max. hőmérséklet (°C) | 2,2   | 4,4   | 9,4   | 13,3  | 18,3 | 22,2 | 27,8 | 27,8 | 22,8  | 14,4  | 6,7   | 1,1   | 14,3  |
| Átlagos min. hőmérséklet (°C) | −3,3  | −2,8  | −0,6  | 2,8   | 6,7  | 10,6 | 13,3 | 13,3 | 8,9   | 3,3   | 0,0   | −3,9  | 4,1   |
| Rekord min. hőmérséklet (°C)  | −34,4 | −33,9 | −25,0 | −15,0 | −6,1 | −1,7 | 2,2  | 0,0  | −8,3  | −16,7 | −25,0 | −32,2 | −34,4 |
| Átl. csapadékmennyiség (mm)   | 81    | 56    | 59    | 48    | 55   | 50   | 24   | 22   | 26    | 50    | 94    | 89    | 654   |
| Forrás: The Weather Channel   |       |       |       |       |      |      |      |      |       |       |       |       |       |

## Népesség
A 2010-es népszámláláskor a városnak 7591 lakója, 2893 háztartása és 2019 családja volt. A népsűrűség 477,1 fő/km2. A lakóegységek száma 3344, sűrűségük 210,2 db/km2. A lakosok 91,3%-a fehér, 0,7%-a afroamerikai, 0,5%-a indián, 3,5%-a ázsiai, 0,2%-a a Csendes-óceáni szigetekről származik, 0,8%-a egyéb, 3%-a pedig kettő vagy több etnikumú. A spanyol vagy latino származásúak aránya 3% (2% mexikói, 0,1% Puerto Ricó-i,  0,9% egyéb spanyol vagy latino származású.)
A háztartások 40%-ában élt 18 évnél fiatalabb. 56,9% házas, 9,2% egyedülálló nő, 3,7% egyedülálló férfi, 30,2% pedig nem család. 24,6% egyedül élt; 8%-uk 65 éves vagy idősebb. Egy háztartásban átlagosan 2,62 személy élt; a családok átlagmérete 3,15 fő.
A medián életkor 35,2 év volt. A város lakóinak 30,4%-a 18 évesnél fiatalabb, 5,8% 18 és 24 év közötti, 29,3%-uk 25 és 44 év közötti, 23,8%-uk 45 és 64 év közötti, 10,6%-uk pedig 65 éves vagy idősebb. A lakosok 48,3%-a férfi, 51,7%-a pedig nő.

## Fordítás
Ez a szócikk részben vagy egészben  a   Liberty Lake, Washington című angol Wikipédia-szócikk ezen változatának fordításán alapul.  Az eredeti cikk szerkesztőit annak laptörténete sorolja fel. Ez a jelzés csupán a megfogalmazás eredetét és a szerzői jogokat jelzi, nem szolgál a cikkben szereplő információk forrásmegjelöléseként.